# Phoebe Hadjimarkos Clarke
Pour les articles homonymes, voir Hadjimarkos et Clarke.
Phœbe Hadjimarkos Clarke, née en 1987, est une écrivaine et traductrice franco-américaine,. 

## Biographie
Phoebe Hadjimarkos Clarke obtient un master en esthétique à l’Université de Paris 1 Panthéon Sorbonne en 2014.
Depuis 2020, elle traduit des essais en arts et sciences humaines et sociales.
En 2021, Phoebe Hadjimarkos Clarke publie son premier roman Tabor,. Ce roman a été qualifié de science-fiction queer, mais l'auteure elle-même dénonce le qualificatif de science-fiction : « dès lors que l'on traite de la question climatique, ça ne semble pouvoir se faire que sous l’angle de la science-fiction. On ne peut pas envisager que cela relève du « réel », alors même que tous les phénomènes que je décris dans le livre sont des choses qui existent déjà ou vont exister, et ne relèvent pas de la spéculation. ».
En 2022, elle publie Cadavres aux éditions cry mimi cry, 13 poèmes écrits en français à propos d’errances dans les villes âpres, les campagnes humides et les maisons branlantes. Les poèmes sont accompagnées de 15 dessins de Rozenn Voyer.
En 2023, elle co-écrit 18 Brum’Hair avec Martin Desinde, un ouvrage publié aux éditions Rotolux Press, illustré par Flore Chemin.
En 2024, Phoebe Hadjimarkos Clarke publie Aliène (Éditions du Sous-sol),. Le roman raconte la rencontre entre une jeune femme qui garde le clone d'une chienne décédée et un sociologue qui enquête sur des enlèvements par les extraterrestres. Ce deuxième roman fait l'objet de critiques littéraires dans Les Inrocks, Le Monde, Libération, Télérama, France Culture. Elle est lauréate du prix JesusParadis 2024 et du prix du Livre Inter 2024 pour Aliène,.
Dans ses romans, elle explore au travers des narratrices affectées par les effets sous-jacents du changement climatique, les violences patriarcales et l'aliénation,. 

## Prix
- 2024 : Prix JesusParadis et Prix du livre Inter pour Aliène

## Publications

### Traductions
- Paula Barreiro López (trad. Phoebe Hadjimarkos Clarke), Compagnons de lutte : avant-garde et critique d'art en Espagne pendant le franquisme, Paris, Fondation Maison des sciences de l'homme, 2023, 500 p. (ISBN 978-2-7351-2870-9).
- Dolores Hayden (trad. Phoebe Hadjimarkos Clarke, préf. Stéphanie Dadour), La grande révolution domestique : une histoire de l'architecture féministe, Paris, B42, 2023 (ISBN 978-2-490077-96-0).
- Megan Rosenbloom (trad. Phoebe Hadjimarkos-Clarke), Des livres reliés en peau humaine : enquête sur la bibliopégie anthropodermique, Paris, B42, 2022 (ISBN 978-2-490077-64-9)[22].
- Susan Snodgrass (trad. Phoebe Hadjimarkos Clarke), Dans la matrice : le design radical de Ken Isaacs, Sombres torrents, 2020 (ISBN 978-2-490241-07-1).

### Romans
- Aliène : roman, Paris, Éditions du Sous-sol, 2024, 288 p. (ISBN 978-2-36468-751-6).
- Tabor, Paris, éditions du sabot, 2021, 280 p. (ISBN 978-2-492352-02-7).

### Poésie
- Martin Desinde et Phoebe Hadjimarkos-Clarke (ill. Flore Chemin), 18 Brum’Hair, Rotolux Press, 2023 (ISBN 979-10-96398-11-9).
- Cadavres (ill. Rozenn Voyer), Editions crymimicry, 2022, 48 p. (ISBN 978-2-9583299-0-7).

### Articles
- Mon collègue le robot traducteur, de Phoebe Hadjimarkos Clarke, paru dans Libération, le 12 avril 2024[23].